# Croce Rossa Burkinabé

il simbolo della Croce Rossa

La Croix-Rouge Burkinabè è la società nazionale di Croce Rossa del Burkina Faso, stato dell'Africa occidentale.

## Denominazione ufficiale
- Croix-Rouge Burkinabè (CRB), in francese, lingua ufficiale dello Stato e dell'Associazione.
- Burkinabe Red Cross Society (abbreviato BRC o BRCS), in inglese, utilizzata internazionalmente e presso la Federazione.

## Storia
La CRB fu fondata nel 1961, l'anno successivo venne riconosciuta come società nazionale di Croce Rossa dal governo del Burkina Faso con decreto del 1962 e dal Comitato Internazionale della Croce Rossa. Nel 1963 aderì alla "Lega della Croce Rossa e Mezzaluna Rossa", l'attuale Federazione.

## Attività
La Croix-Rouge Burkinabè è uno dei membri del Rome Consensus per la lotta alla tossicodipendenza.